# Lacul Mujdeni
Lacul Mujdeni este situat în localitatea Orașu Nou, județul Satu Mare, la o distanță de 33 km de municipiul Satu Mare, pe drumul spre orașul Negrești-Oaș.